# Джон Фудзіока
Джон Мамору Фудзіока (29 червня 1925 — 13 грудня 2018) — американський актор японського походження. Він був особливо відомий завдяки виконанню ролі японського солдата-перебійника в фільмах «Останній політ Ноєвого ковчега», «Хто знаходить друга, знайде і скарб» і «Американський ніндзя». Він помер у грудні 2018 року у віці 93 років.
У Фудзіоки, який був відкритим геєм, залишився його супутник життя Джеральд Лентес.

## Часткова фільмографія
- 1962 Confessions of an Opium Eater як аукціоніст
- 1962 Дівчина на ім'я Таміко в ролі Міні
- 1963 Стрілець (серіал) як Хікару Яманака
- 1964 ВМС Макхейла як японський JG
- 1973 Японія потопає як Narita
- 1975 Людина на шість мільйонів доларів (серіал) як Курода
- 1976 Мідвей контр-адмірал Тамон Ямагуті
- 1976 Futureworld як Mr. Takaguchi
- 1980 The Private Eyes як Mr. Uwatsum
- 1980 Останній політ Ноєвого ковчега як Клівленд
- 1980 Октагон як Master Isawa
- 1981 Хто знаходить друга, знайде і скарб як Kamasuka
- 1982 Якийсь герой за роль капітана Тан Тай
- 1982 Мене звуть Брюс? як Майстер
- 1985 Американський ніндзя в ролі Шинюкі
- 1986 Body Slam як Mr. Kim
- 1987 Сталевий світанок як Cord
- 1988 Noble House як Baldhead Kin
- 1988 Останній самурай як Yasujiro Endo
- 1989 Paint It Black як Mr. Lee
- 1990 Воєнний стан як Chang
- 1990 П'ятниця, 13-е: Серіал (серіал) за роль Сенсея Мусасі
- 1991 В. І. Варшавський — Сумітора
- 1992 Американський самурай як Тацуя Санга
- 1993 Американський Якудза як Isshin Tendo
- 1995 Mortal Kombat як Головний Жрець
- 1997 Tear It Down
- 2001 Перл-Гарбор як Нісікура